# Kirgizisztán a 2008. évi nyári olimpiai játékokon
Kirgizisztán a kínai Pekingben megrendezett 2008. évi nyári olimpiai játékok egyik részt vevő nemzete volt. Az országot az olimpián 9 sportágban 20 sportoló képviselte, akik összesen 3 érmet szereztek.

## Érmesek
| Érem  | Versenyző           | Sportág  | Versenyszám              |
| ----- | ------------------- | -------- | ------------------------ |
| Ezüst | Kanat Begalijev     | Birkózás | Férfi kötöttfogás, 66 kg |
| Bronz | Ruszlan Tyumenbajev | Birkózás | Férfi kötöttfogás, 60 kg |
| Bronz | Bazar Bazargurujev  | Birkózás | Férfi szabadfogás, 60 kg |

## Atlétika
Férfi
| Versenyző          | Versenyszám | Előfutam | Előfutam | Előfutam | Elődöntő | Elődöntő | Elődöntő | Döntő   | Döntő    |
| Versenyző          | Versenyszám | Idő      | Hely.    | Össz.    | Idő      | Hely.    | Össz.    | Idő     | Helyezés |
| ------------------ | ----------- | -------- | -------- | -------- | -------- | -------- | -------- | ------- | -------- |
| Szergej Pakura     | 800 m       | 1:50,54  | 7.       | 52.      | kiesett  | kiesett  | kiesett  | kiesett | kiesett  |
| Alekszej Pogorelov | 400 m gát   | 51,47    | 6.       | 23.*     | kiesett  | kiesett  | kiesett  | kiesett | kiesett  |

Női
| Versenyző       | Versenyszám | Előfutam | Előfutam | Előfutam | Elődöntő | Elődöntő | Elődöntő | Döntő   | Döntő    |
| Versenyző       | Versenyszám | Idő      | Hely.    | Össz.    | Idő      | Hely.    | Össz.    | Idő     | Helyezés |
| --------------- | ----------- | -------- | -------- | -------- | -------- | -------- | -------- | ------- | -------- |
| Galina Pedan    | 400 m gát   | 1:00,31  | 7.       | 27.      | kiesett  | kiesett  | kiesett  | kiesett | kiesett  |
| Julija Arhipova | Maraton     |          |          |          |          |          |          | 2:44:41 | 58.      |

| Versenyző          | Versenyszám | Selejtező                | Selejtező                | Döntő    | Döntő    |
| Versenyző          | Versenyszám | Eredmény                 | Helyezés                 | Eredmény | Helyezés |
| ------------------ | ----------- | ------------------------ | ------------------------ | -------- | -------- |
| Tatyjana Jefimenko | Magasugrás  | érvényes kísérlet nélkül | érvényes kísérlet nélkül | kiesett  | kiesett  |

* - egy másik versenyzővel azonos időt ért el

## Birkózás

### Férfi
Kötöttfogású
| Versenyző           | Versenyszám | Selejtező         | Nyolcaddöntő                       | Negyeddöntő                           | Elődöntő                             | Vigaszág első kör | Vigaszág elődöntő | Bronz- mérkőzés                 | Döntő                          | Helyezés |
| Versenyző           | Versenyszám | Ellenfél Eredmény | Ellenfél Eredmény                  | Ellenfél Eredmény                     | Ellenfél Eredmény                    | Ellenfél Eredmény | Ellenfél Eredmény | Ellenfél Eredmény               | Ellenfél Eredmény              | Helyezés |
| ------------------- | ----------- | ----------------- | ---------------------------------- | ------------------------------------- | ------------------------------------ | ----------------- | ----------------- | ------------------------------- | ------------------------------ | -------- |
| Ruszlan Tyumenbajev | 60 kg       |                   | Jarkko Ala-Huikku (FIN) · 3-1, 4-0 | Dilshod Aripov (UZB) · 2-0, 0-3, 2-1  | Iszlam-Beka Albijev (RUS) · 0-6, 0-4 |                   |                   | Roberto Monzón (CUB) · 6-0, 3-0 |                                |          |
| Kanat Begalijev     | 66 kg       |                   | Jake Deitchler (USA) · 6-0, 3-3    | Armen Vardanyan (UKR) · 3-0, 0-2, 2-1 | Nikolaj Gergov (BUL) · 1-1, 1-1      |                   |                   |                                 | Steeve Guénot (FRA) · 0-3, 1-3 |          |

Szabadfogású
| Versenyző           | Versenyszám | Selejtező                                 | Nyolcaddöntő                          | Negyeddöntő                        | Elődöntő          | Vigaszág első kör | Vigaszág elődöntő            | Bronz- mérkőzés                 | Döntő             | Helyezés |
| Versenyző           | Versenyszám | Ellenfél Eredmény                         | Ellenfél Eredmény                     | Ellenfél Eredmény                  | Ellenfél Eredmény | Ellenfél Eredmény | Ellenfél Eredmény            | Ellenfél Eredmény               | Ellenfél Eredmény | Helyezés |
| ------------------- | ----------- | ----------------------------------------- | ------------------------------------- | ---------------------------------- | ----------------- | ----------------- | ---------------------------- | ------------------------------- | ----------------- | -------- |
| Bazar Bazargurujev  | 60 kg       |                                           | Sahit Prizreni (ALB) · 1-0, 2-0       | Vaszil Fedorisin (UKR) · 1-2, 0-1* |                   |                   | Mike Zadick (USA) · 1-0, 3-0 | Jumoto Kenicsi (JPN) · 0-1, 0-2 |                   |          |
| Arszen Gityinov     | 74 kg       | Krystian Brzozowski (POL) · 1-1, 3-1, 1-0 | Ibrahim Aldatov (UKR) · 0-3, 2-1, 2-1 | Kiril Terziev (BUL) · 6-6, TUS     | kiesett           |                   |                              |                                 |                   | 8.       |
| Alekszej Krupnyakov | 96 kg       |                                           | Giorgi Gogselidze (GEO) · 0-1, 0-1    | kiesett                            | kiesett           |                   |                              |                                 |                   | 16.      |

* – Vaszil Fedorisinet doppingvétség miatt utólag kizárták.

## Cselgáncs
Férfi
| Versenyző          | Versenyszám | Selejtező         | 32-es főtábla               | Nyolcaddöntő      | Negyeddöntő       | Elődöntő          | Vigaszág első kör | Vigaszág negyeddöntő | Vigaszág elődöntő | Bronz- mérkőzés   | Döntő             | Helyezés |
| Versenyző          | Versenyszám | Ellenfél Eredmény | Ellenfél Eredmény           | Ellenfél Eredmény | Ellenfél Eredmény | Ellenfél Eredmény | Ellenfél Eredmény | Ellenfél Eredmény    | Ellenfél Eredmény | Ellenfél Eredmény | Ellenfél Eredmény | Helyezés |
| ------------------ | ----------- | ----------------- | --------------------------- | ----------------- | ----------------- | ----------------- | ----------------- | -------------------- | ----------------- | ----------------- | ----------------- | -------- |
| Talant Dzsanagulov | Nehézsúly   |                   | Pan Szung (CHN) · 0001-1001 | kiesett           | kiesett           | kiesett           |                   |                      |                   |                   |                   | 21.      |

Női
| Versenyző            | Versenyszám  | Selejtező                       | Nyolcaddöntő      | Negyeddöntő       | Elődöntő          | Vigaszág első kör                          | Vigaszág negyeddöntő | Vigaszág elődöntő | Bronz- mérkőzés   | Döntő             | Helyezés |
| Versenyző            | Versenyszám  | Ellenfél Eredmény               | Ellenfél Eredmény | Ellenfél Eredmény | Ellenfél Eredmény | Ellenfél Eredmény                          | Ellenfél Eredmény    | Ellenfél Eredmény | Ellenfél Eredmény | Ellenfél Eredmény | Helyezés |
| -------------------- | ------------ | ------------------------------- | ----------------- | ----------------- | ----------------- | ------------------------------------------ | -------------------- | ----------------- | ----------------- | ----------------- | -------- |
| Jelena Proszkurakova | Félnehézsúly | Jang Hsziu-li (CHN) · 0000-1000 |                   |                   |                   | Pürevdzsargalín Lhamdegd (MGL) · 0000-0230 | kiesett              | kiesett           | kiesett           |                   | 15.      |

## Ökölvívás
| Versenyző            | Versenyszám | Selejtező                 | Nyolcaddöntő              | Negyeddöntő       | Elődöntő          | Döntő             | Helyezés |
| Versenyző            | Versenyszám | Ellenfél Eredmény         | Ellenfél Eredmény         | Ellenfél Eredmény | Ellenfél Eredmény | Ellenfél Eredmény | Helyezés |
| -------------------- | ----------- | ------------------------- | ------------------------- | ----------------- | ----------------- | ----------------- | -------- |
| Aszülbek Talaszbajev | Könnyűsúly  | Éverton Lopes (BRA) · 9-7 | Darley Pérez (COL) · 4-15 | kiesett           | kiesett           | kiesett           | 9.       |

## Sportlövészet
Férfi
| Versenyző         | Versenyszám           | Selejtező | Selejtező | Döntő   | Döntő    |
| Versenyző         | Versenyszám           | Pont      | Helyezés  | Pont    | Helyezés |
| ----------------- | --------------------- | --------- | --------- | ------- | -------- |
| Ruszlan Iszmailov | Légpuska              | 587       | 39.       | kiesett | kiesett  |
| Ruszlan Iszmailov | Sportpuska, összetett | 1130      | 48.       | kiesett | kiesett  |
| Ruszlan Iszmailov | Sportpuska, fekvő     | 578       | 54.       | kiesett | kiesett  |

## Súlyemelés
Férfi
| Versenyző        | Versenyszám | Szakítás | Szakítás | Lökés    | Lökés    | Összesen | Helyezés |
| Versenyző        | Versenyszám | Eredmény | Helyezés | Eredmény | Helyezés | Összesen | Helyezés |
| ---------------- | ----------- | -------- | -------- | -------- | -------- | -------- | -------- |
| Ulan Moldodoszov | 85 kg       | 152,0    | 14.      | 194,0    | 11.      | 346,0    | 11.      |

## Taekwondo
Férfi
| Versenyző       | Versenyszám | Nyolcaddöntő            | Negyeddöntő       | Elődöntő          | Vigaszág elődöntő | Bronz- mérkőzés   | Döntő             | Helyezés |
| Versenyző       | Versenyszám | Ellenfél Eredmény       | Ellenfél Eredmény | Ellenfél Eredmény | Ellenfél Eredmény | Ellenfél Eredmény | Ellenfél Eredmény | Helyezés |
| --------------- | ----------- | ----------------------- | ----------------- | ----------------- | ----------------- | ----------------- | ----------------- | -------- |
| Raszul Abduraim | Pehelysúly  | Daniel Manz (GER) · 0-1 | kiesett           | kiesett           |                   |                   |                   | 11.      |

## Úszás
Férfi
| Versenyző         | Versenyszám  | Előfutam | Előfutam | Előfutam | Elődöntő | Elődöntő | Elődöntő | Döntő   | Döntő    |
| Versenyző         | Versenyszám  | Idő      | Hely.    | Össz.    | Idő      | Hely.    | Össz.    | Idő     | Helyezés |
| ----------------- | ------------ | -------- | -------- | -------- | -------- | -------- | -------- | ------- | -------- |
| Vaszilij Danyilov | 400 m vegyes | 4:29,20  | 3.       | 27.      |          |          |          | kiesett | kiesett  |
| Vitalij Vasziljev | 50 m gyors   | 24,02    | 8.       | 56.      | kiesett  | kiesett  | kiesett  | kiesett | kiesett  |
| Jurij Zaharov     | 200 m vegyes | 2:07,01  | 6.       | 45.      | kiesett  | kiesett  | kiesett  | kiesett | kiesett  |

## Vívás
Férfi
| Versenyző        | Versenyszám       | Selejtező                     | 32-es főtábla     | Nyolcaddöntő      | Negyeddöntő       | Elődöntő          | Bronz- mérkőzés   | Döntő             | Helyezés |
| Versenyző        | Versenyszám       | Ellenfél Eredmény             | Ellenfél Eredmény | Ellenfél Eredmény | Ellenfél Eredmény | Ellenfél Eredmény | Ellenfél Eredmény | Ellenfél Eredmény | Helyezés |
| ---------------- | ----------------- | ----------------------------- | ----------------- | ----------------- | ----------------- | ----------------- | ----------------- | ----------------- | -------- |
| Szergej Kacsurin | Párbajtőr, egyéni | Fabrice Jeannet (FRA) · 14-15 | kiesett           | kiesett           | kiesett           | kiesett           | kiesett           | kiesett           | 37.      |